# Scheingallizismus
Als Scheingallizismen (Französismen) charakterisiert man die Verwendung von Wörtern in der deutschen Sprache, die aus dem Französischen zu kommen scheinen und meist auch französisch ausgesprochen werden. Diese Wörter sind aber im französischen Sprachraum unbekannt.

## Beispiele in der deutschen Sprache
| „scheinfranzösisch“ | französische Entsprechung                        | deutsche Bedeutung (des Scheingallizismus) |
| ------------------- | ------------------------------------------------ | ------------------------------------------ |
| Blamage             | (la) honte, (la) situation embarrassante         | peinliche Situation                        |
| Friseur             | (le) coiffeur                                    | Haarschneider, Barbier                     |
| Raffinesse          | (le) raffinement                                 | Verfeinerung, Spitzfindigkeit              |
| Rommé               | (le) rami                                        | (ein Kartenspiel)                          |
| Takelage            | (le) gréement                                    | Takelwerk                                  |
| Staffage            | (la) décoration                                  | Ausschmückung, Beiwerk                     |
| Gardine             | (le) rideau                                      | Vorhang                                    |
| Offerte             | (l') offre                                       | Angebot                                    |
| Jour fixe           | (la) réunion de travail régulière (oder ähnlich) | Regeltermin                                |
| Papellerie          | (le) papier                                      | Druckschrift                               |